# Robert K. G. Temple
Robert Kyle Grenville Temple (sinh năm 1945) là một tác giả chuyên viết về giả thuyết phi hành gia cổ đại nổi tiếng với cuốn sách The Sirius Mystery xuất bản năm 1976.

## Tác phẩm
The Sirius Mystery đề xuất rằng người Dogon ở Mali, Tây Phi lưu giữ thông tin vật lý thiên văn tiên tiến có trước thời hiện đại và truyền thuyết Dogon mô tả sự tiếp xúc với những sinh vật ngoài hành tinh thông minh đến từ hệ sao Sirius.

## Sách
- The Crystal Sun (2000)
- Netherworld, được biết đến ở Mỹ với tên gọi Oracles of the Dead (2005)
- The Genius of China (2007)
- The Sphinx Mystery (2009, viết chung với vợ Olivia)
- Egyptian Dawn (2010)
- Bản dịch Aesop: The Complete Fables cho nhà xuất bản Penguin Classics, viết chung với vợ
- 1991: bản dịch thơ tự do của bộ Sử thi Gilgamesh dưới tiêu đề "He Who Saw Everything"